# やまだともカズ
やまだ ともカズ（本名：山田 知一、1973年9月25日 - ）は、日本の放送作家、元お笑い芸人である。元・お笑いコンビ・ビリジアンのツッコミ担当。元相方は吉本新喜劇の座長を務めていた小籔千豊。大阪府大阪市出身。175cm／60kg。血液型はB型。愛称はさんちゃん。メガネがトレードマーク。

## 担当番組
- ぶったま!（関西テレビ）
- たかじん胸いっぱい（関西テレビ）
- 南海パラダイス!（関西テレビ）
- ほんじゃに!（関西テレビ）
- プライスバラエティナンボDEなんぼ（関西テレビ）
- よ〜いドン!（関西テレビ）
- 土曜はダメよ!（読売テレビ）
- 今ちゃんの「実は…」（ABCテレビ）

など